# 신카이 마코토
신카이 마코토(일본어: 新海 誠, 영어: Shinkai Makoto, 1973년 2월 9일~)는 일본의 애니메이션 감독이자 애니메이터이다.
1인 제작과 ‘빛의 작가’라는 것으로 유명하다. 대부분의 작품에서 빛과 그 효과에 대한 집착에 가까운 묘사를 보여주고 있어 종종 렘브란트에 비교되기도 한다. 그 때문에 한국에서는 ‘배경왕’이라는 별명도 가지고 있다. 작품은 개인의 고독, 현실의 지리멸렬함에 대비되는 어린 시절에의 그리움, 성장과 이별 등의 소재를 주로 다룬다. 처음부터 애니메이션으로 시작했기 때문인지 그림체라는 측면에서의 개성보다는 애니메이션의 효과라는 측면에서 주목할 만한 작가이다.

## 약력
대학 졸업 후 일본의 팔콤사에서 《영웅전설 가가브 트릴로지》와 《이스 II》등의 오프닝 애니메이션을 만드는 와중에 개인적인 작업을 계속해 왔다. 1998년 《먼 세계》로 eAT'98에서 특별상을, 2002년에는 《그녀와 그녀의 고양이》로 제12회 CG 애니메이션 컨테스트(DoGA 주최)에서 그랑프리를 받았다. 《그녀와 그녀의 고양이》로 심금을 울리는 작품이라는 평을 받은 후 5년정도 근무했던 팔콤을 그만두고 프리랜서가 되었다.
2002년에 공개된 《별의 목소리》는 감독, 각본, 연출, 작화, 미술, 편집 등 대부분의 작업을 혼자서 진행한 25분짜리 풀 디지털 애니메이션으로 기존의 개인제작 작품들과는 질이 다른 수준을 보여주어 주목받았다. 작가는 무라카미 하루키의 영향을 받았다고 언급한다. 제1회 신세기 도쿄 국제 애니메이션 페어 21의 공모부문에서 우수상을 받고 실행위원장이었던 이시하라 신타로 도쿄 도지사로부터 '세계적으로 먹혀들어갈, 인정하지 않을 수 없는 재능'이라는 평가를 받았다. 그 외에도 여러 가지 상을 수상한다.
2004년 최초의 극장용 애니메이션인 《구름의 저편, 약속의 장소》가 공개되었다. 전작 이상의 그림 수준과 정교한 연출, 음악과의 조화 등으로 호평을 받는다. 59회 마이니치 영화 콩쿠르의 애니메이션 부문에서 《하울의 움직이는 성》을 누르고 수상했다. 그 와중에 비주얼 노벨 브랜드인 minori의 게임 오프닝을 다수 담당하여 기존의 비주얼 노벨 오프닝과는 질적으로 다른 수준의 작화를 보여주었다.
2007년 3월에 두 번째 극장용 애니메이션인 《초속 5센티미터》가 공개되었다. 단편 3개를 모은 형태로 이전 작품들과 유사하게 서정적인 분위기를 담고 있으면서도 더욱 빛에 천착하는 모습을 보여주었다. 한국에서는 2007년 6월에 영미권에서는 2008년 3월에 배급되었으며 일본에서는 2007년 7월에 DVD로 출시되었다.
2009년 12월에 차기작을 위한 설정화를 공개하고, 그 내용은 발랄하고 활기찬 소녀가 "작별"을 하러 가는 여정 속에 모험, 액션, 로맨스가 있는 "생기 있는" 애니메이션 영화가 될 것이라고 밝혔다. 2010년 11월, 차기작의 제목을 《별을 쫓는 아이》로 정했다고 밝혔다. 티저 예고편은 11월 9일 공개되었고, 영화는 일본에서 2011년 5월 7일에 개봉했다.
2013년 5월 31일, 극장용 애니메이션 《언어의 정원》이 일본에서 공개되었다.
2016년 8월 26일, 극장용 애니메이션 《너의 이름은.》이 일본에서 공개되었다. 영화는 호평을 받았고, 애니메이션과 감정 효과 면에서 칭송받았으며, 일본 역대 4위 흥행 영화가 되는 상업적 성공도 거두었다.
2019년 7월 19일, 극장용 애니메이션 《날씨의 아이》가 일본에서 공개되었다.
2022년 11월 11일, 극장용 애니메이션 《스즈메의 문단속》이 일본에서 공개 되었다.

## 한국 방문
신카이 마코토 감독의 2017년 영화 《너의 이름은.》의 한국 개봉일에 맞춰 2017년 1월 6일 강남 메가박스 코엑스에서 영화 상영 후 한국 배우 한예리와 함께하는 메가토크가 개최되었다.
신카이 마코토 감독의 2022 영화 《스즈메의 문단속》의 300만 관객 돌파 공약으로 재내한 공약 2023년 4월 27일 용산 CGV에서 영화 상영 후 한국 배우 장예나, 정주원와 함께하는 쇼케이스가 개최되었다.

## 주요 작품

### 장편 애니메이션
- 《구름의 저편, 약속의 장소》 (2004)
- 《초속 5센티미터》 (2007)
- 《별을 쫓는 아이》 (2011)
- 《언어의 정원》 (2013)
- 《너의 이름은.》 (2016)
- 《날씨의 아이》 (2019)
- 《스즈메의 문단속》 (2022)

### 단편 애니메이션
- 《둘러싸인 세계(囲まれた世界)》 (1998)[6]
- 《먼 세계(遠い世界)》 (1999)[7]
- 《그녀와 그녀의 고양이》 (1999)
- 《별의 목소리》 (2002)
- 《모두의 노래「웃는 얼굴」(みんなのうた「笑顔」)》 (2003)[8]
- 《고양이의 집회(猫の集会)》 (2007)[9]
- 《누군가의 시선》 (2013)

### 광고
- 《시나노마이니치신문 TV CM(信濃毎日新聞テレビCM)》 (2007)[10]
- 《보스포루스 해협 터널(ボスポラス海峡トンネル)》 (2011)(다이세이건설주식회사의 TV 광고)[11]
- 《스리랑카 고속도로(スリランカ高速道路)》 (2013)(다이세이건설주식회사의 TV 광고)[12]
- 《베트남 노이바이 공항(ベトナム・ノイバイ空港)》 (2014)(다이세이건설주식회사의 TV 광고)[13]
- 《Z회 「크로스로드」(Ｚ会 「クロスロード」)》 (2014)(Z회의 TV 광고)[14]

### 게임 오프닝
minori의 게임 오프닝을 다수 담당하였다.
- Bittersweet Fools (2001)
- Wind: A Breath of Heart (2002–2004)
- 봄의 발소리(はるのあしおと) (2004)
- ef - a fairy tale of the two. (2006)

### 소설
- 《초속 5센티미터》 (2007)
- 《언어의 정원》 (2014)
- 《너의 이름은.》 (2016)
- 《별의 목소리》 (2017)
- 《날씨의 아이》 (2019)
- 《스즈메의 문단속》 (2022)